# Het Boek voor de Jeugd
Het Boek voor de Jeugd verscheen in 1937 bij uitgeverij De Arbeiderspers in Amsterdam met een roodmarokijnen band ontworpen door J.B. Heukelom. Het stofomslag in drie kleuren en de schutbladen, illustraties bij verhaaltjes en initialen van het boek waren van de hand van Ruscha Wijdeveld. Elf andere tekenaars hebben dit boek met ca. 300 illustraties voorzien. Zij worden verderop genoemd.
Voor die tijd was het een bijzonder boek alleen al door de omvang van 768 pagina's met 165 bijdragen in de vorm van vertellingen, sprookjes, versjes en gedichten van tientallen auteurs en dichters, waarvan hier een selectie:
- Hans Christian Andersen
- Edmond d’Amicis
- Johan Been
- Cor Bruijn
- Allen Chaffee
- Carlo Collodi
- Antoon Coolen
- Samuel Falkland
- Gebroeders Grimm
- Wilhelm Hauff
- Ida Heijermans
- Nienke van Hichtum
- A.M. de Jong
- Johan Kievit
- Selma Lagerlöf
- Jack London
- William Long
- Multatuli
- A. Pleysier
- Frits Reuter
- Leonard Roggeveen
- Theo Thijssen
- Jules Verne
- H.G. Wells
- Albert Verwey
- Margot Vos
- Justus van Effen
- Frederik van Eeden
- Guido Gezelle

Alle bijdragen waren geïllustreerd door onder meer: 
- Aafje Bruyn
- Sjoerd Kuperus
- Fré Cohen
- Leon Holman
- Rie Kooyman
- Anton Pieck
- George van Raemdonck
- Piet van Reen
- Piet Smeele
- W.A. van de Walle
- Piet Worm